# Susisaari (ö i Finland, Birkaland, Övre Birkaland, lat 62,09, long 23,79)
Susisaari är en ö i Finland. Den ligger i sjön Pirttijärvi och i kommunen Virdois i den ekonomiska regionen  Övre Birkalands ekonomiska region  och landskapet Birkaland, i den sydvästra delen av landet, 220 km norr om huvudstaden Helsingfors. Öns area är 0,6 hektar och dess största längd är 130 meter i sydöst-nordvästlig riktning.